# Golenți, Dolj
Golenți (în sârbă Golinći) este un sat ce aparține municipiului Calafat din județul Dolj, Oltenia, România.
Satul are o populație de 400 de locuitori.